# Miss Mundo 1986
Miss Mundo 1986 fue la 36.ª edición del certamen de Miss Mundo, y la final se realizó el 13 de noviembre de 1986 en el Royal Albert Hall, Londres, Reino Unido. La ganadora fue Giselle Laronde de Trinidad y Tobago. Fue coronada por Miss Mundo 1985, Hólmfríður Karlsdóttir de Islandia.

## Resultados
| Resultados Finales      | Finalistas |
| ----------------------- | --- |
| Miss Mundo 1986         | - Trinidad y Tobago - Giselle Laronde |
| 1° Finalista            | - Dinamarca - Pia Larsen |
| 2° Finalista            | - Austria - Chantal Schreiber |
| Finalistas (Top 7)      | - Nueva Zelanda - Lynda McManus - Venezuela - María Begoña Juaristi - Estados Unidos - Halle Berry - Ecuador - Gisela Cucalón |
| Semifinalistas (Top 15) | - Colombia - Karen Wightman - Costa Rica - Lorena González - Irlanda - Rosemary Thompson - Panamá - María Lorena Orillac Giraldo - Filipinas - Sherry Byrne - Suazilandia - Ilana Lapidos - Reino Unido - Alison Slack - Yugoslavia - Maja Kučić |

### Premiaciones Especiales
- Miss Personalidad:  Gibraltar - Dominique Martínez
- Miss Fotogénica:  Irlanda - Rosemary Elizabeth Thompson

### Reinas Continentales
- África:  Suazilandia - Ilana Lapidos
- América:  Trinidad y Tobago - Giselle Laronde
- Asia:  Filipinas - Sherry Byrne
- Europa:  Dinamarca - Pia Larsen
- Oceanía:  Nueva Zelanda - Lynda McManus

## Candidatas
77 candidatas participaron en el certamen.
| - Alemania - Dagmar Schulz - Antigua y Barbuda - Karen Rhona Eartha Knowles - Australia - Stephanie Eleanor Andrews - Austria - Chantal Schreiber - Bahamas - Bridgette Strachan - Barbados - Roslyn Irene Williams - Bélgica - Goedele María Liekens - Bermudas - Samantha Jayne Morton - Bolivia - Claudia Arévalo Ayala - Brasil - Roberta Pereira da Silva - Canadá - Wynne Anita Kroontje - Chile - Margot Eliza Fuenzalida Montt - Chipre - Maro Andreou - Colombia - Karen Sue Wightman Corredor - Corea - An Jeung-mi - Costa Rica - Ana Lorena González García - Dinamarca - Pia Rosenberg Larsen - Ecuador - Alicia Gisela Cucalon Macias - El Salvador - Nadine Monique Jeanpierre Gutiérrez - España - Remedios Cervantes Montoya - Estados Unidos - Halle Berry - Filipinas - Sherry Rose Austria Byrne - Finlandia - Satu Riita Alaharja - Francia - Catherine Carew - Gambia - Rose Marie Eunson - Gibraltar - Dominique Martínez - Grecia - Anna Kechagia - Guam - Valerie Jean Flores - Guatemala - Sonia Schoenstedt - Holanda - Janny Tervelde - Honduras - Nilcer María Viscovich Babien - Hong Kong - May Ng Yuen-Fong - India - Maureen Mary Lestourgeon - Irlanda - Rosemary Elizabeth Thompson - Isla de Man - Sarah Therese Craig - Islandia - Gigja Birgisdóttir - Islas Caimán - Deborah Elizabeth Cridland - Islas Vírgenes Americanas - Carmen Rosa Acosta - Islas Vírgenes Británicas - Anthonia Brenda Lewis † | - Israel - Osnat Moas - Italia - Enrica Patane - Jamaica - Lisa Michelle Mahfood - Japón - Mutsumi Sugimura - Kenia - Patricia Maingi - Líbano - Mireille Abi Fares - Luxemburgo - Martine Christine Georgette Pilot - Macao - Sai (Patricia) Cheong - Malasia - Joan Martha Cardoza - Malta - Andrea Josephine Licari - Mauricio - Michelle Sylvie Geraldine Pastor - México - María de la Luz Velasco Feliz - Noruega - Inger Louise Berg - Nueva Zelanda - Lynda Marie McManus - Panamá - María Lorena Orillac Giraldo - Paraguay - Verónica América Angulo Ahcinelli - Perú - Patricia Anne-Marie Kuypers Espejo - Polonia - Renata Fatla - Portugal - Elsa María Rodrigues - Reino Unido - Alison Louise Slack - República Dominicana - Susan González - Samoa - Kasileta Joan Gabriel - San Cristóbal y Nieves - Jacqueline Petronella Heyliger - San Vicente y las Granadinas - Mandy Haydock - Sierra Leona - Alice Matta Fefegula - Singapur - Michelle Loh Yeh Huey - Sri Lanka - Indira Gunaratne - Suecia - Elizabeth Marita Ulvan - Suiza - Renate Walther - Suazilandia - Ilana Faye Lapidos - Tailandia - Sangravee as-Savarak - Tonga - Kerry Cowley - Trinidad y Tobago - Giselle Jeanne-Marie Laronde - Islas Turcas y Caicos - Carmelita Louise Ariza - Turquía - Meltem Doganay - Uruguay - Alexandra María Goldenthal - Venezuela - María Begoña Juaristi Matteo - Yugoslavia - Maja Kučić |

## Sobre los países en Miss Mundo 1986

### Debut
- Antigua y Barbuda
- Islas Vírgenes Británicas
- Macao
- Sierra Leona

### Retiros
- Aruba
- Costa de Marfil
- Curazao
- Liberia
- Nigeria
- Puerto Rico
- Tahití
- Uganda
- Zaire

### Regresos
- Compitió por última vez en 1980:
  -  Mauricio
- Compitieron por última vez en 1983:
  -  Tonga
  -  Turquía
- Compitió por última vez en 1984:
  -  Honduras

### Crossovers
Miss Universo
- 1986:  Barbados - Roslyn Irene Williams
- 1986:  Bélgica - Goedele María Liekens
- 1986:  Francia - Catherine Carew
- 1986:  Gambia - Rose Marie Eunson
- 1986:  Luxemburgo - Martine Christine Georgette Pilot
- 1987:  España - Remedios Cervantes Montoya
- 1987:  Irlanda - Rosemary Elizabeth Thompson
- 1987:   Islas Turcas y Caicos - Carmelita Ariza (Top 10)

Miss International
- 1986:  Dinamarca - Pia Larsen (Primera Finalista)
- 1986:  Polonia - Renata Fatla

## Otros datos de relevancia
- Años más tarde Halle Berry de Estados Unidos se convierte en una renombrada actriz y estrella de Hollywood, ganando grandes premios de cine como los Premios Oscar.
- Anthonia Brenda Lewis de Islas Vírgenes Británicas fallece de cáncer en el año 2000.

```
Guatemala
 - Sonia Schoensted fallece de 
cáncer
```